# Death Fiend
Death Fiend je prvi demoalbum švicarskog ekstremnog metal sastava Hellhammer. Snimljena je u lipnju 1983. s albumom Triumph of Death te se pojavila se na kompilaciji Demon Entrails.

## Popis pjesama
| 1. | »Maniac«               | 4:15 |
| 2. | »Angel of Destruction« | 3:03 |
| 3. | »Hammerhead«           | 2:57 |
| 4. | »Bloody Pussies«       | 5:35 |

| Strana B | Strana B              | Strana B | Strana B | Strana B | Strana B | Strana B | Strana B | Strana B | Strana B |
| Br.      | Skladba               | Trajanje |          |          |          |          |          |          |          |
| -------- | --------------------- | -------- | -------- | -------- | -------- | -------- | -------- | -------- | -------- |
| 5.       | »Death Fiend«         | 2:44     |          |          |          |          |          |          |          |
| 6.       | »Dark Warriors«       | 3:15     |          |          |          |          |          |          |          |
| 7.       | »Chainsaw«            | 4:12     |          |          |          |          |          |          |          |
| 8.       | »Ready for Slaughter« | 3:45     |          |          |          |          |          |          |          |
| 9.       | »Sweet Torment«       | 2:17     |          |          |          |          |          |          |          |
| 32:03    |                       |          |          |          |          |          |          |          |          |

## Zasluge
Hellhammer
- Tom Warrior – gitara, vokal (na pjesmama 1., 2., 6., 8., 9.), produkcija
- Steve Warrior – bas-gitara, vokal (na pjesmama 3., 4., 5., 7.)
- Bruce Day – bubnjevi

Ostalo osoblje
- Rol Fuchs – produkcija